# Poupée vivante
La Poupée vivante va ser un curtmetratge mut nadalenc francès del 1908 de Georges Méliès. La pel·lícula, que combina idees americanes sobre Santa Claus amb l'estil fantàstic de Méliès i un toc modern, va seguir les aventures d'una jove, Polly, una nit de Nadal, mentre escapa dels segrestadors, viatja al palau del Pare Noel i, canviant-se de lloc amb una nina gran: va amb el Pare Noel en un viatge de regals en avió.
La pel·lícula es va estrenar a la seva França natal a finals de desembre de 1908; per al seu llançament estatunidenc, es va suspendre fins a la temporada de Nadal de l'any següent. Ara es presumeix perduda.

## Argument
La nit de Nadal, una noia jove, la Polly, està emocionada per saber què li portarà el Santa Claus durant la nit. Tan bon punt s'adorm, arriben un parell de segrestadors i s'emporten la Polly. En escapar d'ells, es perd en un bosc nevat. S'enfila a un arbre i veu una església llunyana il·luminada per a la missa del gall. En arribar a l'església, la Polly admira un vitrall. Màgicament gira i desapareix per revelar visions de Pare Nadal, nens que troben regals de Nadal i àngels que donen benediccions. Sortint de l'església, Polly troba el camí cap al palau del Pare Nadal.
Al palau, on els àngels estan carregant un avió ple de joguines perquè el Pare Nadal els lliuri, la Polly troba una caixa enorme amb una nina tan gran com ella. La Polly es posa la roba de la nina i ocupa el seu lloc a la caixa, que es carrega a l'avió i es posa en marxa. La caixa de la Polly es deixa caure per una xemeneia i a casa seva. La Polly es desperta i s'adona que tota la seva aventura havia estat un somni, però la nina gegant que havia imaginat hi és entre els seus regals, esperant-la. Una escena final mostra la Polly i el Pare Nadal junts: ell està fent regals i ella està donant petons de comiat.

## Estrena
La Poupée vivante va ser estrenada per la Star Film Company de Méliès i està numerada 1442–1459 als seus catàlegs. La pel·lícula es va anunciar al Ciné-Journal francès el 24 de desembre de 1908. Es va estrenar als Estats Units el 15 de desembre de 1909, on es va anunciar com un "espectacle de Nadal". Va ser el l'última de les pel·lícules de Méliès que es va registrar per als drets d'autor estatunidencs a la Biblioteca del Congrés dels Estats Units. Una nota promocional a The Moving Picture World va descriure la pel·lícula com "una història de Nadal" il·lustrada que combina el sentiment i les idees nord-americanes amb l'art màgic del productor francès", prometent que entretindria per igual a nens i adults, i destacant el toc modern d'un Pare Noel viatjant en avió en comptes d'un trineu arrossegat per rens voladors. Actualment es presumeix que la pel·lícula és perduda.